# Diborure d'uranium
Le diborure d'uranium est un composé chimique de formule UB2. C'est un borure généralement amorphe, très stable et insoluble dans l'eau, ce qui est en fait un matériau envisagé pour l'enfouissement à long terme de l'uranium des déchets radioactifs de l'industrie nucléaire. Il a également été proposé en curiethérapie pour réaliser des radiothérapies localisées.